# Gonomyia pietatis
Gonomyia pietatis là một loài ruồi trong họ Limoniidae. Chúng phân bố ở miền Australasia.